# Colonia Miguel Alemán, Santiago Sochiapan
Colonia Miguel Alemán är en ort i Mexiko.   Den ligger i kommunen Santiago Sochiapan och delstaten Veracruz, i den sydöstra delen av landet, 400 km sydost om huvudstaden Mexico City. Colonia Miguel Alemán ligger 111 meter över havet och antalet invånare är 164.
Terrängen runt Colonia Miguel Alemán är platt. Runt Colonia Miguel Alemán är det ganska glesbefolkat, med 23 invånare per kvadratkilometer. Närmaste större samhälle är Paso del Águila, 4,5 km sydost om Colonia Miguel Alemán. Omgivningarna runt Colonia Miguel Alemán är en mosaik av jordbruksmark och naturlig växtlighet.